# Seth Stammler
Seth Matthew Stammler (* 29. September 1981 in Gahanna, Ohio) ist ein ehemaliger US-amerikanischer Fußballspieler, der auf den Positionen eines Mittelfeld- und Abwehrspielers gespielt hatte. Seine letzte Station waren die New York Red Bulls, die in der Major League Soccer spielen.

## Karriere

### Jugend und Amateurfußball
Stammler begann seine aktive Karriere als Fußballspieler an der Lincoln High School und spielte später für die Gahanna Middle School East in seinem Heimatort. Im Jahre 2000 setzte er bei der Fußballmannschaft an der University of Maryland in College Park seine Laufbahn fort. Beim Fußballteam der Universität konnte sich Stammler als Mannschaftskapitän durchsetzen und konnte so dem Team zu Erfolgen verhelfen. Bis zu seinem Abgang von der Universität im Jahre 2003 absolvierte er 87 Spiele für die Universitätsfußballmannschaft und erzielte dabei acht Treffer.

### MetroStars/RBNY
Im MLS SuperDraft 2004 wurde Stammler in der zweiten Runde als 18. Pick zu den MetroStars gedraftet. Noch vor der Saison 2004 verletzte er sich so schwer am Knöchel, sodass er für den Rest der Saison ausfiel und erst am Saisonende mit einem vierminütigen Kurzeinsatz sein Profidebüt gab. In der darauf folgenden Saison 2005 kam Stammler zu zehn Einsätzen, von denen er bei drei Spielen von Anfang an auf dem Platz stand. Daraufhin kam er in der Saison 2006 nach der Umbenennung des Vereins von MetroStars auf New York Red Bulls auf allen Positionen (außer der des Torwarts) zum Einsatz. In derselben Saison kam er auch zu seinem ersten Torerfolg, als er beim 5:4-Sieg über CD Chivas USA am 20. Mai gleich einen Doppelpack erzielte. Mit der Zeit konnte sich Stammler immer mehr als Stammspieler in der Mannschaft etablieren und stand in der Saison 2007 von 29 absolvierten Spielen in 28 Partien von Anfang an auf dem Rasen.
Im September 2010 gab er bekannt, nach der Saison 2010 nicht mehr länger aktiv sein zu wollen, um die University of Chicago Booth School of Business zu wechseln.

## Privat
Im November 2006 unternahm Stammler zusammen mit seinen Teamkollegen von RBNY Jozy Altidore und Jerrod Laventure einen Sechs-Tage-Trip nach Haiti, wo sie den US-amerikanischen Musiker Wyclef Jean bei dessen gemeinnützigen Projekt Yéle Haiti begleiteten. Kurz darauf beschloss Stammler selbst eine ähnliche Organisation zu gründen und schuf die Sporting Chance Foundation (SCF). Das Ziel der SCF ist es, den Bewohnern von Haiti sauberes Trinkwasser durch den Bau von Brunnen zu verschaffen, sowie die Bevölkerung in Bildungsprogrammen zu fördern.